# باريس تورز 1991
باريس تورز 1991 (بالفرنسية: Paris-Tours 1991)‏ هو سباق دراجات هوائية، وهو الموسم رقم 85 من باريس تورز، وأقيم في 1991 ضمن سباقات كأس العالم لسباق الدراجات على الطريق 1991 ‏.
فاز بالمركز الأول Johan Capiot ‏، وبالمركز الثاني أولاف لودفيغ، وبالمركز الثالث نيكو فرهوفن.

## الفائزون
| الترتيب | الفائز        |
| ------- | ------------- |
| الفائز  | Johan Capiot ‏ |
| الثاني  | أولاف لودفيغ  |
| الثالث  | نيكو فرهوفن   |